# 第五元素 (物理學)
物理學中，第五元素（英語：quintessence，又译作精质）是一種對於暗能量的假設形式，被提出來解釋對於宇宙加速膨脹的觀測。第五元素是一種純量場，其状态方程 (宇宙学)（將該物質之壓力pq與密度{\displaystyle \rho }q做聯繫的方程式）為如下形式：
{\displaystyle p_{q}=w\rho _{q}}
其中w 少於-1/3。第五元素為動態的，而且一般來說，其有隨著時間及空間變動的密度與狀態方程式。相反地，宇宙常數是一個靜態的，具有固定值的能量密度，且w = −1.
許多第五元素模型都有一個tracker行為
一些第五元素的特例為鬼能量，其w < −1，以及k-essence（kinetic quintessence的簡寫），其動能非一般標準形式。
這個名字來自古希臘人所題得四元素說，其中純的「第五元素」——以太被認為充滿地球以外的宇宙空間。

## 外部連結
- Dark Energy dominates the Universe （页面存档备份，存于） (outreach poster from University of Bonn)